# Nancy Ross Nungurrayi
Pour les articles homonymes, voir Nungurrayi.
 (mars 2025).
Si vous disposez d'ouvrages ou d'articles de référence ou si vous connaissez des sites web de qualité traitant du thème abordé ici, merci de compléter l'article en donnant les références utiles à sa vérifiabilité et en les liant à la section « Notes et références ».
Nancy  Ross Nungurrayi est une artiste australienne de groupe aborigène pintupi, née vers 1935 à Karrku à 800 km à l'ouest d'Alice Springs et morte en 2010. 
Sa famille, tribu nomade du désert Gibson, est arrivée alors qu'elle était une jeune femme, dans la communauté de Papunya, lorsque les derniers groupes de peuples traditionnels furent sédentarisés. Elle est la sœur de George Tjungarrayi et de Naata Nungurrayi, comme elle artistes de renom. Elle vit maintenant à Kintore. 
Sa  peinture est extrêmement fidèle  dans les couleurs et les motifs, à la tradition des peintures cérémonielles sur sol qui peuvent couvrir de  grandes surfaces.
Plans symboliques, ses toiles racontent les activités menées par les femmes à Karrku, sa terre d'origine, ou évoquent les pérégrinations des voyageurs Tingari, leurs lieux de cérémonie, d'initiation, ainsi  que les « traces du Rêve » qu'ils ont laissées derrière eux et qu'il convient d'honorer.
Elle meurt en 2010.

## Expositions permanentes
- Flinders Art museum, Flinders University, Adelaïde
- University of Sunshine coast, Queensland
- National Gallery of Victoria, Melbourne
- Art Gallery of N.S.W, Sydney
- Papunya Tula Artists

## Expositions collectives
- Découvrir, Rêver, Investir, Ambassade d'Australie, Paris, France, 2005
- Peintres Pintupi, Galerie DAD, Mantes-la-Jolie, France, 2004